# Pavel Gross
Pavel Gross (* 11. května 1968 Ústí nad Labem) je český hokejový trenér a bývalý profesionální hokejový útočník. Od roku 2023 působí jako hlavní trenér v týmu HC Sparta Praha. Ve vstupním draftu 1988 si jej jako 111. celkově v 6. kole vybral tým New York Islanders. Debut v NHL ale nezažil.

## Klubová statistika
| Sezóna  | Klub            | Soutěž | Z. | G. | A. | B. |
| ------- | --------------- | ------ | -- | -- | -- | -- |
| 1987/88 | TJ Sparta Praha | ČSHL   | 29 | 4  | 6  | 10 |
| 1988/89 | TJ Sparta Praha | ČSHL   | 27 | 12 | 8  | 20 |
| 1989/90 | TJ Sparta Praha | ČSHL   | 36 | 10 | 9  | 19 |
| 1990/91 | EHC Freiburg    | GER    | 32 | 11 | 24 | 35 |
| 1991/92 | EHC Freiburg    | GER    | 39 | 14 | 20 | 34 |
| 1992/93 | EHC Freiburg    | GER    | 41 | 11 | 20 | 31 |
| 1993/94 | Mannheimer ERC  | GER    | 41 | 14 | 24 | 38 |
| 1994/95 | Adler Mannheim  | DEL    | 42 | 21 | 41 | 63 |
| 1995/96 | Adler Mannheim  | DEL    | 49 | 29 | 43 | 72 |
| 1996/97 | Adler Mannheim  | DEL    | 50 | 14 | 46 | 60 |
| 1997/98 | Adler Mannheim  | DEL    | 35 | 7  | 15 | 22 |
| 1998-99 | Adler Mannheim  | DEL    | 44 | 10 | 35 | 45 |
| 1999/00 | Berlin Capitals | DEL    | 41 | 7  | 22 | 29 |
| 2000/01 | Berlin Capitals | DEL    | 6  | 1  | 1  | 2  |
| 2001/02 | Berlin Capitals | DEL    | 26 | 7  | 10 | 17 |
| 2002/03 | Berlin Capitals | GER4   | 13 | 16 | 35 | 51 |

## Reprezentace
| Rok  | Tým                | Soutěž           | Z. | G. | A. | B. |
| ---- | ------------------ | ---------------- | -- | -- | -- | -- |
| 1987 | Československo U20 | MSJ              | 7  | 3  | 1  | 4  |
| 1995 | Česko              | Přátelské utkání | 3  | 0  | 0  | 0  |